# Gioacchino Attaguile
Gioacchino Gaetano Francesco Maria Giuseppe Attaguile (Grammichele, 26 ottobre 1915 – Catania, 25 ottobre 1994) è stato un politico italiano, Ministro della Marina Mercantile nel Governo Colombo, nei primi anni settanta.
Era il padre di Angelo Attaguile, deputato dal 2013 al 2018 e dirigente sportivo, e zio dell'ex Sindaco di Catania, Francesco Attaguile.

## Biografia
Nato a Grammichele nel 1915, dall'avvocato Francesco Attaguile e da Giuseppa Digeronimo, è stato eletto nel 1963 senatore nella IV legislatura per la Democrazia Cristiana. È stato riconfermato nel 1968 e nel 1972.
È stato inoltre Sottosegretario alle Finanze nel III Governo Rumor e nel Governo Colombo. 
In seguito al decesso di Salvatore Mannironi il 10 aprile 1971 è stato nominato Ministro della marina mercantile fino al 17 febbraio 1972.
Dal 1º agosto 1972 al 4 luglio 1976 ha fatto parte della Commissione inquirente per i procedimenti d'accusa. È stato pure Presidente del "Centro tumori" di Catania, città in cui è morto nel 1994.